# Concordia (Cabimas)
Concordia es uno de los sectores que forman la ciudad venezolana de Cabimas en el estado Zulia, pertenece a la parroquia Carmen Herrera.

## Ubicación
Se encuentra entre Guabina y Delicias Viejas al norte, Las Cabillas al sur (carretera J), Las 25 al oeste y América al este (la urbanización América es a veces considerada parte de Concordia, incluso la iglesia San José es proclamada Iglesia San José de Concordia).

## Historia
El campo Concordia fue fundado por la Lago Petroleum Corporation alrededor de 1926 como residencia para sus trabajadores. Fue heradado por Lagoven y posteriormente traspasado a la alcaldía de Cabimas en 1990.

## Zona residencial
Se considera Concordia el estadio de fútbol y el Club la Salina de PDVSA. Concordia es uno de los sectores más antiguos de Cabimas creado recién después del Barroso, Concordia ya existía en 1926 y fue fundado como campo petrolero. 
Sus calles son rectas y algunas tienen reductores de velocidad (policías acostados) aunque varias calles apunten hacia el exterior está cerrada por cercas o por desagües y tiene pocas salidas, concebida como campo aislado de la ciudad. 
Produzca comenzó a remodelar Concordia en 1992 sustituyendo las casas estilo Las 40's o Campo Blanco por unas nuevas casas unidas pared con pared de 2 pisos y más pequeñas, la remodelación se detuvo en 1998 sin que llegaran a tumbar todo Concordia. 
Concordia tiene la plaza Alí Primera, en la que se puede pasar un rato agradable con la familia.
América es el sector hermano de Concordia, es casi idéntico, es vecino, fue construido por las mismas compañías, la única diferencia es el nombre de las calles.

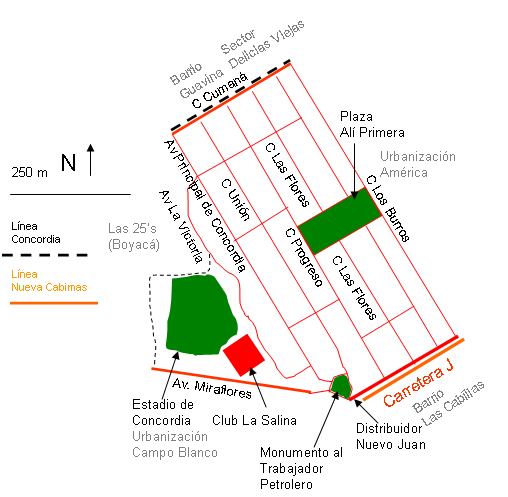
Urbanización Concordia

## Sitios de referencia
- Estadio de Concordia.
- Club La Salina. Club de PDVSA. Av. Miraflores
- Plaza Alí Primera. Plaza central de Concordia, entre calles el Progreso y Churuguara
- Colegio de Abogados. Calle Buenos Aires.
- Liceo Julia Añez Gabaldón. Calle Cumaná.
- Barrio Adentro Concordia. Medicina General
- Consultorio Odontológico, Calle Las Flores (detrás del colegio de abogados).
- Abasto Bicentenario (antiguo Supermercado Cada)